# Molophilus tugloensis
Molophilus tugloensis là một loài ruồi trong họ Limoniidae. Chúng phân bố ở miền Australasia.